# Otomops madagascariensis
Otomops madagascariensis é uma espécie de morcego da família Molossidae. Endêmica de Madagascar.